# Demoulia obtusata
Demoulia obtusata, tên tiếng Anh: obtuse demoulia, là một loài ốc biển, là động vật thân mềm chân bụng sống ở biển thuộc họ Nassariidae.

## Miêu tả
Kích thước vỏ ốc khoảng 17 mm và 25 mm

## Phân bố
Loài này phân bố ở các vùng nước thuộc châu Âu và ở Đại Tây Dương dọc theo Tây Phi, Gabon và Senegal.